# John Naughton
John Naughton, född 18 juli 1946 i Ballina i grevskapet Mayo i Irland, är en irländsk journalist och författare.
John Naughton studerade till systemingenjör vid University College Cork i Irland och har också studerat vid Universitetet i Cambridge i Storbritannien. Han började arbeta som elektroingenjör. Han har sedan 2002 varit professor i teknologiförståelse på Open University, där han undervisat sedan 1972.
Han forskar, framförallt om Internets påverkan på samhället, vid Wolfson College vid Universitetet i Cambridge och är sedan 1987 kolumnist i The Observer.